# Кандзи кэнтэй
Нихон кандзи норёку кэнтэй сикэн (яп. 日本漢字能力検定試験 нихон кандзи но:рёку кэнтэй сикэн, экзамен, проверяющий мастерство в [знании] японских иероглифов), также Кандзи кэнтэй (яп. 漢字検定, «проверка кандзи») и Канкэн (яп. 漢検) — тест на знание японских иероглифов.
Тест состоит из 12 уровней (уровни в порядке усложнения: с 10-го по 3-й, 2-й подготовительный, 2-й, 1-й подготовительный, 1-й). Тест оценивает способность носителей японского языка читать и писать кандзи, понимать их значение и корректно использовать их в тексте, а также верно определять порядок написания черт.
Японцы-носители языка преодолевают уровни 10-7 с результатом выше 80%, но при этом первый уровень настолько тяжёл, что ежегодно его пробуют сдать всего лишь около 2 тыс. человек, причём проходят около 15% соискателей. Подготовительный второй уровень, к примеру, рассчитан на первокурсников университетов.
Каждый год экзамен сдаётся несколько раз: уровни с 10 по 2 можно сдать 13 раз в течение года, а 1-й подготовительный и 1-й всего 3 раза.

## История
Впервые тест был проведён в 1975 году. С 1992 года Министерство просвещения установило разнообразные стимулирующие льготы для сдавших Канкэн. Хотя сперва Министерство образования высказывало инициативы по отмене экзамена, позже оно начало его поддерживать.
В 2002 году из экзамена были убраны вопросы на знание топонимов.
В 2010 году изменились требования на уровни экзамена в связи с пересмотром списка Дзёё кандзи.

## Уровень владения языком и тесты
| Уровень теста | Продолжительность | Предполагаемый возраст экзаменуемого | Проверяемые кандзи | Проходной балл | Процент прошедших в 2017 году (1 этап) |
| ------------- | ----------------- | ------------------------------------ | --- | -------------- | -------------------------------------- |
| 10            | 40 минут          | 6-7 лет (1 класс начальной школы)    | 80 (список), в том числе: — оны и куны — порядок начертания — способность использовать иероглифы в предложениях | 80%            | 96,6%                                  |
| 9             | 40 минут          | 7-8 лет (2 класс начальной школы)    | 240 (список), в том числе: — оны и куны — порядок начертания — способность использовать иероглифы в предложениях | 80%            | 91,2%                                  |
| 8             | 40 минут          | 8-9 лет (3 класс начальной школы)    | 440 (список), в том числе: — оны и куны — порядок начертания — способность использовать иероглифы в предложениях — знание иероглифических ключей — антонимы, омонимы — умение писать окуригану | 80%            | 85,4%                                  |
| 7             | 60 минут          | 9-10 лет (4 класс начальной школы)   | 640 (список), в том числе: — оны и куны — порядок начертания — способность использовать иероглифы в предложениях — знание иероглифических ключей — антонимы, омонимы — умение писать окуригану — знание сочетаний иероглифов | 70%            | 87,0%                                  |
| 6             | 60 минут          | 10-11 лет (5 класс начальной школы)  | 825 (список), в том числе: — оны и куны — порядок начертания — способность использовать иероглифы в предложениях — знание иероглифических ключей — антонимы, омонимы, синонимы — умение писать окуригану — знание трёхиероглифных сочетаний — умение определить, по какому принципу составлено сочетание иероглифов | 70%            | 80,3%                                  |
| 5             | 60 минут          | 11-12 лет (6 класс начальной школы)  | Все Кёику кандзи (1006), в том числе: — оны и куны — порядок начертания — способность использовать иероглифы в предложениях — знание иероглифических ключей — антонимы, омонимы, синонимы — умение писать окуригану — знание ёдзидзюкуго — умение определить, по какому принципу составлено сочетание иероглифов | 70%            | 73,8%                                  |
| 4             | 60 минут          | 12-13 лет (средняя школа)            | 1322, в том числе: — оны и куны — порядок начертания — способность использовать иероглифы в предложениях — знание иероглифических ключей — антонимы, омонимы, синонимы — умение писать окуригану — знание ёдзидзюкуго — умение определить, по какому принципу составлено сочетание иероглифов — умение распознавать ошибочно употреблённый в тексте иероглиф и заменять его на верный — чтение атэдзи и дзюкудзикунов | 70%            | 50,2%                                  |
| 3             | 60 минут          | 13-14 лет (средняя школа)            | 1607, в том числе: — оны и куны — порядок начертания — способность использовать иероглифы в предложениях — знание иероглифических ключей — антонимы, омонимы, синонимы — знание ёдзидзюкуго — умение определить, по какому принципу составлено сочетание иероглифов — умение распознавать ошибочно употреблённый в тексте иероглиф и заменять его на верный — чтение атэдзи и дзюкудзикунов | 70%            | 47,3%                                  |
| 2 подг.       | 60 минут          | 14-15 лет (средняя школа)            | Все Тоё кандзи (1940), в том числе: — оны и куны — порядок начертания — способность использовать иероглифы в предложениях — знание иероглифических ключей — антонимы, омонимы, синонимы — знание ёдзидзюкуго и умение написать их по данному значению — умение определить, по какому принципу составлено сочетание иероглифов — умение распознавать ошибочно употреблённый в тексте иероглиф и заменять его на верный — чтение атэдзи и дзюкудзикунов | 70%            | 33,3%                                  |
| 2             | 60 минут          | 15-18 лет (старшая школа)            | Все Дзёё кандзи (2136), в том числе: — оны и куны — порядок начертания — способность использовать иероглифы в предложениях — знание иероглифических ключей — антонимы, омонимы, синонимы — знание ёдзидзюкуго и умение написать их по данному значению — умение определить, по какому принципу составлено сочетание иероглифов — умение распознавать ошибочно употреблённый в тексте иероглиф и заменять его на верный — чтение атэдзи и дзюкудзикунов | 80%            | 21,4%                                  |
| 1 подг.       | 60 минут          | 18+ (университет и выше)             | 2994 кандзи, в том числе: — оны и куны, не входящие в список дзёё — порядок начертания — способность использовать иероглифы в предложениях — знание иероглифических ключей — антонимы, омонимы, синонимы — знание ёдзидзюкуго и умение написать их по данному значению — умение определить, по какому принципу составлено сочетание иероглифов — умение распознавать ошибочно употреблённый в тексте иероглиф и заменять его на верный — чтение атэдзи и дзюкудзикунов — знание пословиц, идиом, устойчивых выражений — знание кокудзи — знание традиционных и остальных многочисленных форм иероглифов — умение читать и понимать тексты на классическом японском языке | 80%            | 16,3%                                  |
| 1             | 60 минут          | 18+ (университет и выше)             | Около 6000 кандзи (данных в словаре "Канкэн Кандзи Дзитэн"), в том числе: — оны и куны, не входящие в список дзёё — порядок начертания — способность использовать иероглифы в предложениях — знание иероглифических ключей — антонимы, омонимы, синонимы — знание ёдзидзюкуго и умение написать их по данному значению — чтение атэдзи и дзюкудзикунов — знание пословиц, идиом, устойчивых выражений — знание кокудзи — знание традиционных и остальных многочисленных форм иероглифов — умение читать и понимать тексты на классическом японском языке | 80%            | 5,2%                                   |

## Сертификация

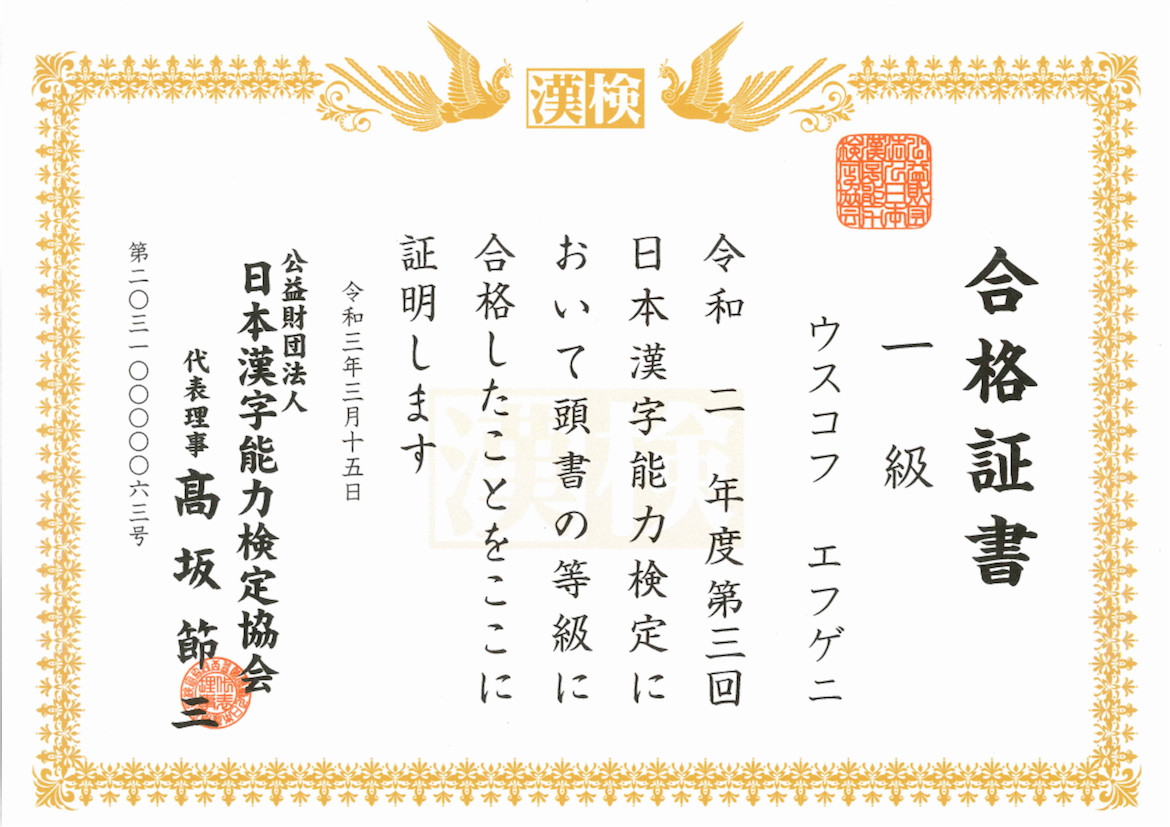
Пример сертификата сдачи экзамена Кандзи кэнтэй первого уровня (漢検1級合格証書)

Успешно сдавшим экзамен выдаются сертификаты соответствующих уровней, которые могут использоваться учебными заведениями или работодателями в качестве положительного фактора при отборе кандидатов на зачисление или наём.